# Bistum Fuerteventura
Das Bistum Fuerteventura wurde 1424 als Folge des Abendländischen Schismas gegründet. Die Diözese umfasste das Gebiet der Kanarischen Inseln mit Ausnahme der Insel Lanzarote. Im Jahr 1431 wurde das Bistum aufgelöst und die Zuständigkeit des Bischofs von Rubicón für die Gesamtheit der Kanarischen Inseln wieder hergestellt.

## Vorgeschichte
Durch die Bulle Coelestis rex regum vom 7. November 1351 errichtete Papst Clemens VI. auf den Kanarischen Inseln die Diözese der Glücklichen Inseln. Der Bischofssitz war Telde auf der Insel Gran Canaria. Im Jahr 1393 überfielen Sklavenhändler die Insel. Es wird angenommen, dass die Ureinwohner als Reaktion darauf die europäischen Priester und Mönche umbrachten. Das führte zum Untergang des Bistums.
Nach der Unterwerfung der Insel Lanzarote durch Jean de Béthencourt und Gadifer de La Salle gründete der Gegenpapst Benedikt XIII. mit der Bulle Romanos Pontifex vom 7. Juli 1404 ein neues Bistum für die Kanarischen Inseln auf der Insel Lanzarote, das Bistum San Marcial del Rubicón, ohne dabei einen Bezug auf das untergegangene Bistum Telde herzustellen.

## Errichtung des Bistums Fuerteventura
Nach dem Tod des Gegenpapstes Benedikt XIII. im Mai 1423 verteidigte der damalige Bischof von Rubicón, Mendo de Viedma, persönlich vor Papst Martin V. in Rom seine Rechte auf das Bischofsamt. Er blieb daraufhin weiter Bischof von Rubicón.
Das Bistum Fuerteventura wurde am 20. November 1424 durch die Bulle Illius caelestis agricolae von Papst Martin V. gegründet. Die Diözese umfasste das Gebiet der Kanarischen Inseln mit Ausnahme der Insel Lanzarote. Der Bischofssitz war in der Stadt Betancuria. Martin V. berief den Franziskaner Martín de las Casas zum Bischof von Lanzarote. Der reiste nie auf die Kanarischen Inseln. Am 14. Dezember 1433 wurde er zum Titularbischof von Málaga ernannt.

## Auflösung des Bistums
Nach dem Tod des von Benedikt XIII. eingesetzten Bischofs von Rubicón, Mendo de Viedma, im Jahr 1431, berief Papst Eugen IV. den Hieronymiten Fernando Calvetos. Mit seiner Amtsübernahme auf Lanzarote war das nicht besetzte Bistum auf Fuerteventura überflüssig und wurde daher abgeschafft. Seit 1969 ernennen die Päpste Titularbischöfe für das Titularbistum Fuerteventura.